# Samarinda
Samarinda es la capital de la provincia de Borneo Oriental, Indonesia. La ciudad se asienta sobre las riberas del río Mahakam. Su población es de 726,000 habitantes (censo 2010), lo que la convierte en la ciudad más poblada de Kalimantan Oriental. Samarinda es famosa por su platillo tradicional amplang, como también por la tela denominada sarung samarinda. El puente Mahakam cruza el río. El centro de la ciudad se encuentra sobre una margen del río, la otra margen es denominada Samarinda Seberang.